# Stanton St Bernard
Stanton St Bernard – wieś w Anglii, w hrabstwie Wiltshire. Leży 32 km na północ od miasta Salisbury i 123 km na zachód od Londynu.